# قد المنحدرات النهرية
قد المنحدرات النهرية أو قد شره (الاسم العلمي: Cottus gulosus) (بالإنجليزية: riffle sculpin)‏ هو نوع من الأسماك يتبع جنس القد من الفصيلة القديات.